# Arenillas de Riopisuerga
Arenillas de Riopisuerga est une commune d'Espagne dans la communauté autonome de Castille-et-León, province de Burgos. Elle s'étend sur 27,99 km2 et comptait environ 188 habitants en 2011.